# Equipo de Copa Hopman de los Países Bajos
Países Bajos es una nación que ha competido la Copa Hopman en ocho ocasiones, su primera aparición fue en la segunda edición anual del evento en 1990. Ha sido subcampeón en un torneo en 2006.

## Jugadores
Esta es una lista de jugadores que han jugado con Holanda en la Copa Hopman.
| Nombre                  | Primer año | No. de años |
| Manon Bollegraf         | 1991       | 1           |
| Richard Krajicek        | 1992       | 2           |
| Michaella Krajicek      | 2005       | 2           |
| Tom Nijssen             | 1995       | 1           |
| Miriam Oremans          | 1994       | 1           |
| Michiel Schapers        | 1990       | 2           |
| Brenda Schultz-McCarthy | 1990       | 4           |
| Jan Siemerink           | 1994       | 4           |
| Peter Wessels           | 2005       | 2           |